# Atães (Guimarães)
Atães é uma localidade portuguesa do Município de Guimarães que foi sede da extinta Freguesia de Atães, freguesia que tinha 6,79 km² de área e 1 918 habitantes (2011), e, por isso, uma densidade populacional de 282,5 hab/km².
A Freguesia de Atães foi extinta em 2013, no âmbito de uma reforma administrativa nacional, para, em conjunto com a Freguesia de  Rendufe, formar uma nova freguesia denominada União das Freguesias de Atães e Rendufe da qual é a sede.
Nos limites desta freguesia, deteve outrora a Ordem de Malta algumas possessões. Razão pela qual o brasão autárquico ostenta a cruz daquela antiquíssima Ordem Religiosa e Militar em chefe.

## População
| População da freguesia de Atães (1864 – 2011) | População da freguesia de Atães (1864 – 2011) | População da freguesia de Atães (1864 – 2011) | População da freguesia de Atães (1864 – 2011) | População da freguesia de Atães (1864 – 2011) | População da freguesia de Atães (1864 – 2011) | População da freguesia de Atães (1864 – 2011) | População da freguesia de Atães (1864 – 2011) | População da freguesia de Atães (1864 – 2011) | População da freguesia de Atães (1864 – 2011) | População da freguesia de Atães (1864 – 2011) | População da freguesia de Atães (1864 – 2011) | População da freguesia de Atães (1864 – 2011) | População da freguesia de Atães (1864 – 2011) | População da freguesia de Atães (1864 – 2011) |
| --------------------------------------------- | --------------------------------------------- | --------------------------------------------- | --------------------------------------------- | --------------------------------------------- | --------------------------------------------- | --------------------------------------------- | --------------------------------------------- | --------------------------------------------- | --------------------------------------------- | --------------------------------------------- | --------------------------------------------- | --------------------------------------------- | --------------------------------------------- | --------------------------------------------- |
| 1864                                          | 1878                                          | 1890                                          | 1900                                          | 1911                                          | 1920                                          | 1930                                          | 1940                                          | 1950                                          | 1960                                          | 1970                                          | 1981                                          | 1991                                          | 2001                                          | 2011                                          |
| 774                                           | 743                                           | 842                                           | 819                                           | 912                                           | 886                                           | 892                                           | 1 087                                         | 1 208                                         | 1 407                                         | 1 263                                         | 1 402                                         | 1 688                                         | 2 026                                         | 1 918                                         |